# Sarnia Sailors
Die Sarnia Sailors waren ein kanadisches Eishockeyfranchise der International Hockey League aus Sarnia, Ontario. Die Spielstätte der Sailors war die Sarnia Arena. 

## Geschichte
Die Sarnia Sailors wurden im Jahr 1949 gegründet und spielten in der International Hockey League. Bereits in ihrer ersten Saison konnten die Sailors das Play-off-Finale um die Meisterschaft der IHL erreichen. Dieses ging jedoch verloren. Der Klub war eine weitere Spielzeit in der IHL aktiv, ehe er 1951 in die OHA Senior A League wechselte und dort bis 1954 spielte. Im Sommer 1954 wurde der Klub, nach einer enttäuschenden Saison 1953/54, in der die Sailors nach der Hauptrunde nur elf Punkte holen konnten, aufgelöst.

## Saisonstatistik
Abkürzungen: GP = Spiele, W = Siege, L = Niederlagen, T = Unentschieden, OTL = Niederlagen nach Overtime SOL = Niederlagen nach Shootout, Pts = Punkte, GF = Erzielte Tore, GA = Gegentore, PIM = Strafminuten
| Saison  | GP | W  | L  | T | OTL | SOL | Pts | GF  | GA  | Platz         | Playoffs             |
| 1949–50 | 40 | 26 | 11 | 3 | —   | —   | 55  | 219 | 136 | 1., IHL       | Niederlage im Finale |
| 1950–51 | 52 | 24 | 19 | 9 | —   | —   | 59  | 226 | 191 | 4., IHL       |                      |
| 1951–52 | 50 | 18 | 29 | 3 | —   | —   | 39  | 183 | 235 | 6., OHA Sr. A |                      |
| 1952–53 | 48 | 20 | 27 | 1 | —   | —   | 41  | 177 | 215 | 6., OHA Sr. A |                      |
| 1953–54 | 22 | 4  | 15 | 3 | —   | —   | 11  | 69  | 107 | 8., OHA Sr. A |                      |